# 테라 노스트라
《테라 노스트라》(포르투갈어: Terra Nostra)는 1999년부터 2000년까지 방영된 브라질의 텔레노벨라이다.